# Weilrod
Weilrod ist eine Gemeinde mit 6883 Einwohnern (31. Dezember 2023) im hessischen Hochtaunuskreis im Regierungsbezirk Darmstadt.

## Geographie

### Geographische Lage
Weilrod liegt im Weiltal, nördlich des Taunuskammes in 210 bis 626 m ü. NN. Nächste größere Städte sind Limburg an der Lahn (22 Kilometer) im Westen, Wetzlar (25 Kilometer) im Norden, Wiesbaden (31 Kilometer) im Süden, Bad Homburg vor der Höhe (22 Kilometer) im Osten und Frankfurt am Main (33 Kilometer) im Südosten. Mittlere Städte in der Nähe sind Bad Camberg (12 Kilometer), Idstein (15 Kilometer) und Niedernhausen (17 Kilometer).

### Nachbargemeinden
Weilrod grenzt im Norden an die Gemeinden Weilmünster (Landkreis Limburg-Weilburg) und Grävenwiesbach, im Osten an die Stadt Usingen, im Süden an die Gemeinden Schmitten im Taunus (alle im Hochtaunuskreis) und Waldems (Rheingau-Taunus-Kreis) und im Westen an die Stadt Bad Camberg und die Gemeinde Selters (beide Landkreis Limburg-Weilburg).

### Gemeindegliederung

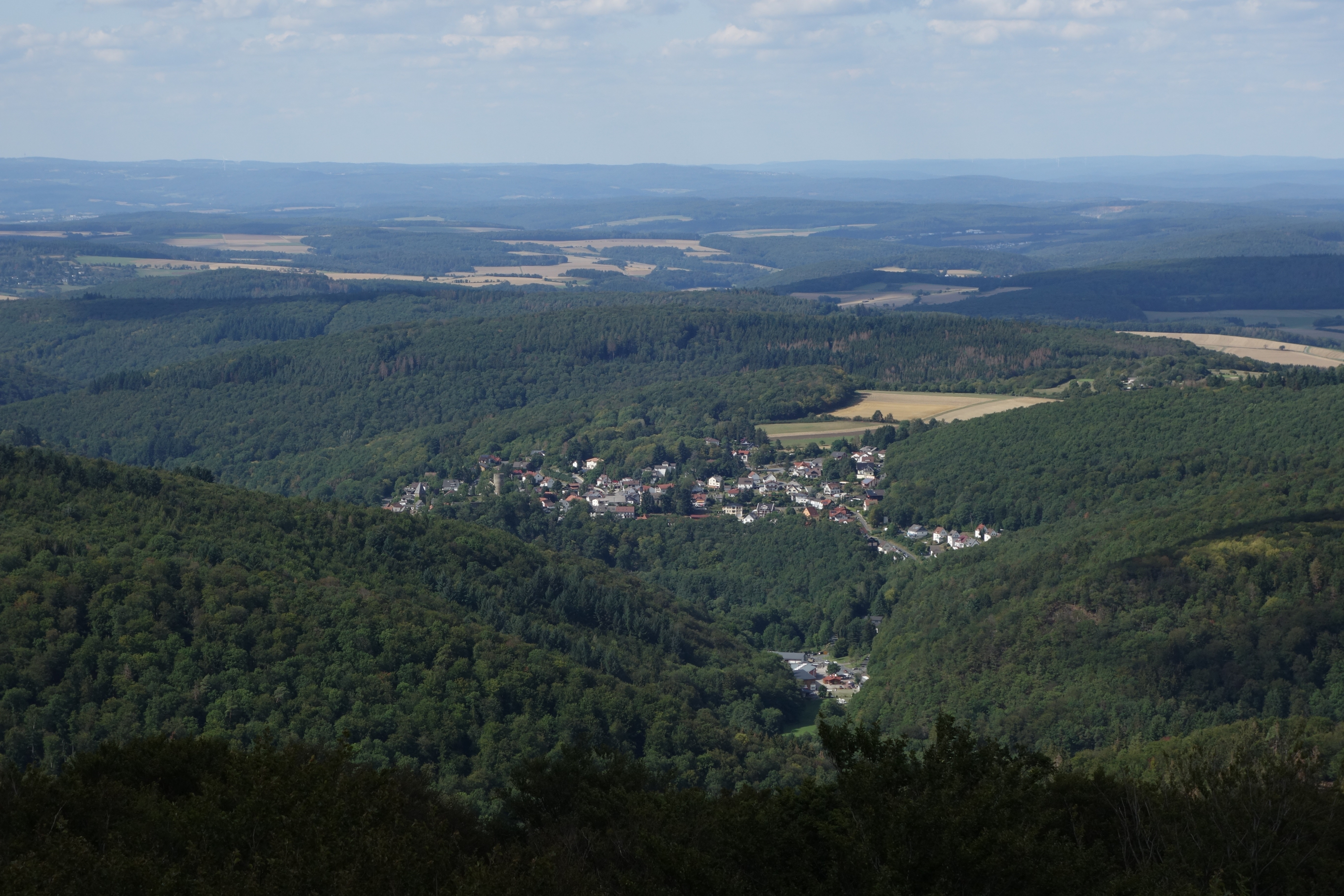
Ortsteil Altweilnau aus Richtung Süden gesehen, vom Aussichtsturm auf dem Pferdskopf; nach links erhebt sich im Vordergrund der Berg Wolfsküppel.

Die Gemeinde Weilrod besteht aus 13 Ortsteilen.
| Ortsteil        | Wappen                     | Eingemeindung     | Erstwohnsitz (01.01.2023) | Fläche   | Höhe         |
| --------------- | -------------------------- | ----------------- | ------------------------- | -------- | ------------ |
| Altweilnau      | Wappen von Altweilnau      | 1. Dezember 1970  | 882                       | 4,89 km² | 381 m ü. NHN |
| Cratzenbach     | Wappen von Cratzenbach     | 31. Dezember 1971 | 209                       | 4,5 km²  | 385 m ü. NHN |
| Emmershausen    | Wappen von Emmershausen    | 1. August 1972    | 474                       | 6,52 km² | 244 m ü. NHN |
| Finsternthal    | Wappen von Finsternthal    | 1. Dezember 1970  | 179                       | 3,8 km²  | 388 m ü. NHN |
| Gemünden        | Wappen von Gemünden        | 31. Dezember 1971 | 476                       | 5,55 km² | 257 m ü. NHN |
| Hasselbach      | Wappen von Hasselbach      | 1. August 1972    | 943                       | 9,04 km² | 386 m ü. NHN |
| Mauloff         | Wappen von Mauloff         | 1. Dezember 1970  | 357                       | 3,19 km² | 527 m ü. NHN |
| Neuweilnau      | Wappen von Neuweilnau      | 1. Dezember 1970  | 155                       | 3,44 km² | 347 m ü. NHN |
| Niederlauken    | Wappen von Niederlauken    | 1. August 1972    | 451                       | 7,67 km² | 295 m ü. NHN |
| Oberlauken      | Wappen von Oberlauken      | 1. August 1972    | 355                       | 4,95 km² | 333 m ü. NHN |
| Riedelbach      | Wappen von Riedelbach      | 1. Dezember 1970  | 1052                      | 8,64 km² | 433 m ü. NN  |
| Rod an der Weil | Wappen von Rod an der Weil | 1. August 1972    | 982                       | 7,72 km² | 271 m ü. NHN |
| Winden          | Wappen von Winden          | 31. Dezember 1971 | 192                       | 1,27 km² | 220 m ü. NHN |

## Geschichte

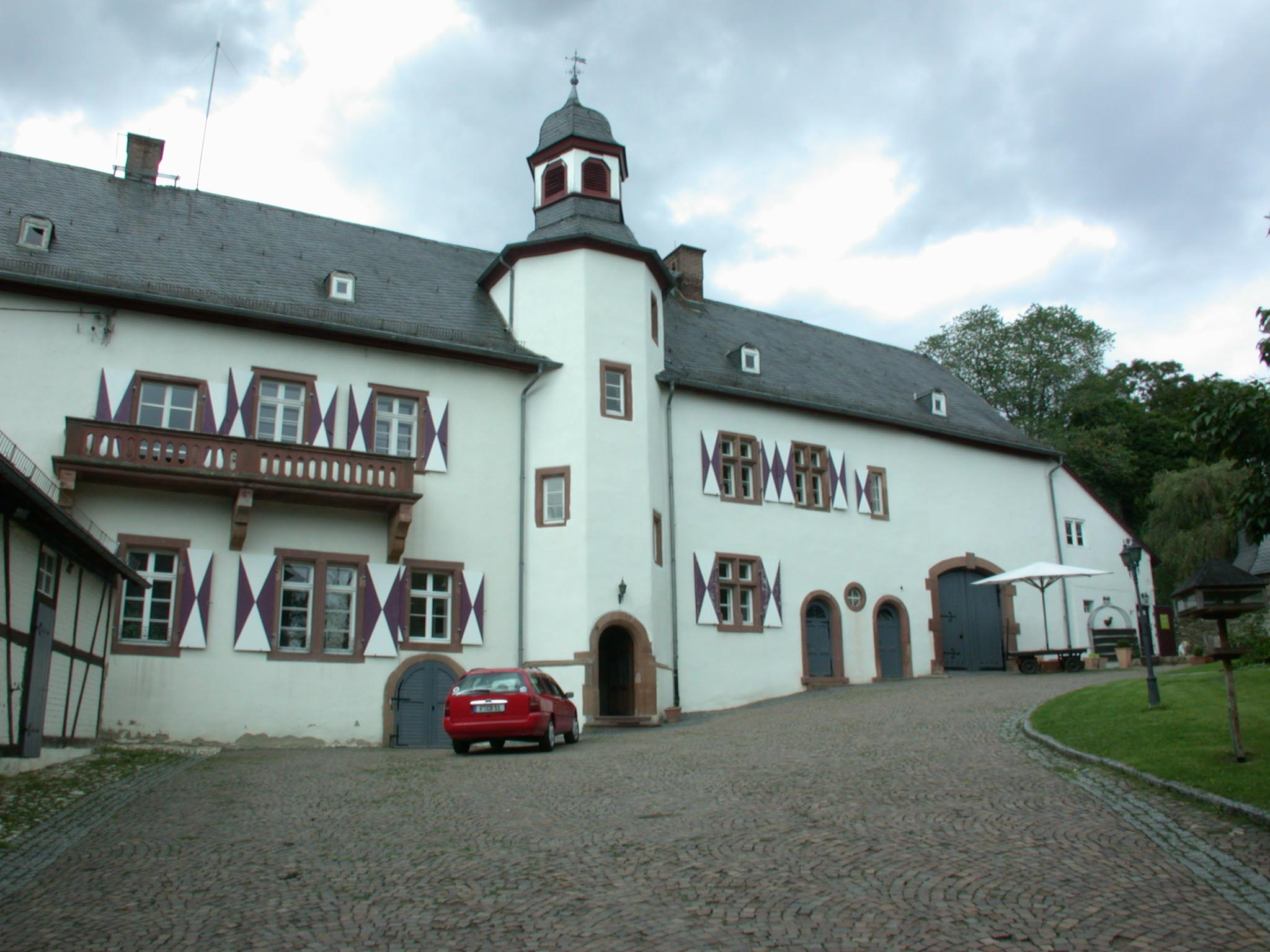
Das Hauptgebäude des Schlosses Neuweilnau, erbaut um 1520

Bei Rod an der Weil findet man eine alte Ringwallanlage Rentmauer aus keltischer Vorzeit. Erste schriftliche Erwähnung eines Dorfes aus diesem Gebiet ist Mauloff, im Jahr 1156 (Mulefo). Der imposante Rundturm der Burgruine in Altweilnau wird in die Zeit um 1200 datiert. 1302, als sich die Grafschaft Weilnau endgültig von der Grafschaft Diez trennte, wurde auf der gegenüberliegenden Talseite die Burg Neuweilnau errichtet, die im 16. Jahrhundert zu einem Schloss umgestaltet wurde.

### Gemeindebildung
Die Gemeinde Weilrod entstand im Zuge der Gebietsreform in Hessen durch den mit Landesgesetz bestimmten Zusammenschluss der Gemeinden Emmershausen, Hasselbach, Niederlauken, Oberlauken, Rod an der Weil und Weilnau am 1. August 1972. Die Gemeinde Rod an der Weil war am 31. Dezember 1971 durch den freiwilligen Zusammenschluss (siehe auch Gebietsreform in Hessen) der Gemeinden Rod an der Weil, Cratzenbach, Gemünden und Winden entstanden. Ebenso war die Gemeinde Weilnau durch den freiwilligen Zusammenschluss der Gemeinden Altweilnau, Finsternthal, Mauloff, Neuweilnau und Riedelbach am 1. Dezember 1970 entstanden. Sitz der Gemeindeverwaltung wurde der Ortsteil „Rod an der Weil“. Für das Gebiet der ursprünglich 13 selbstständigen Gemeinden auf dem Gebiet von Weilrod wurden per Hauptsatzung Ortsbezirke mit Ortsbeirat und Ortsvorsteher nach der Hessischen Gemeindeordnung errichtet. Die Grenzen der Ortsbezirke folgen den seitherigen Gemarkungsgrenzen.

### Namensgebung
Der Name Weilrod wurde bei der Zusammenlegung der damaligen Gemeinden aus den in den Namen dieser Gemeinden vorhandenen Silben „Weil“ und „Rod“ gebildet. Diese Silben stammen wiederum von dem Fluss Weil, der die Landschaft Weilrods und der Nachbargemeinde Schmitten prägt, sowie vom Wort „roden“.
Beide Begriffe lassen sich wie folgt in den Ortsnamen finden:
- Neu- und Altweilnau (Weil + Aue)
- Rod an der Weil (Rod(-en) + Weil)
- Riedelbach (Roden + Bach)

Eine besondere Namensgebung hat – der Sage nach – das Dorf Mauloff. Da der Dorfname in kein herkömmliches Muster passt, ist der Name ein vortreffliches Ziel von Sagen und Geschichten. Eine davon berichtet, dass das Dorf zunächst namenlos gewesen sei. Um das zu ändern, habe der Bürgermeister eine Versammlung einberufen und – da kein Ergebnis herbeigeführt wurde und alle ratlos schwiegen – festgelegt, dass das nächste gesprochene Wort der Dorfname werden sollte. Nach langem Schweigen habe der Bürgermeister schließlich die Geduld verloren und „Maul off!“ („Mund auf!“) gerufen. Erstmals wurde Mauloff 1156 als Mulefo, wahrscheinlich als Raststation an der mittelalterlichen Höhenstraße, der Rennstraße, erwähnt.

### Bevölkerung

#### Einwohnerstruktur 2011
Nach den Erhebungen des Zensus 2011 lebten am Stichtag, dem 9. Mai 2011, in Weilrod 6256 Einwohner. Nach dem Lebensalter waren 1044 Einwohner unter 18 Jahren, 2490 zwischen 18 und 49, 1401 zwischen 50 und 64 und 1323 Einwohner waren älter. Unter den Einwohnern waren 276 (4,4 %) Ausländer, von denen 181 aus dem EU-Ausland, 54 aus anderen europäischen Ländern und 46 aus anderen Staaten kamen. (Bis zum Jahr 2020 erhöhte sich die Ausländerquote auf 11,4 %.) Die Einwohner lebten in 2643 Haushalten. Davon waren 723 Singlehaushalte, 858 Paare ohne Kinder und 807 Paare mit Kindern, sowie 204 Alleinerziehende und 18 Wohngemeinschaften. In 573 Haushalten lebten ausschließlich Senioren und in 1743 Haushaltungen lebten keine Senioren.

#### Einwohnerentwicklung
| Weilrod: Einwohnerzahlen von 1973 bis 2024                          | Weilrod: Einwohnerzahlen von 1973 bis 2024 | Weilrod: Einwohnerzahlen von 1973 bis 2024 | Weilrod: Einwohnerzahlen von 1973 bis 2024 | Weilrod: Einwohnerzahlen von 1973 bis 2024 |
| ------------------------------------------------------------------- | ------------------------------------------ | ------------------------------------------ | ------------------------------------------ | ------------------------------------------ |
| Jahr                                                                |                                            |                                            |                                            | Einwohner                                  |
| 1973                                                                | 1973                                       |                                            | 5.105                                      | 5.105                                      |
| 1975                                                                | 1975                                       |                                            | 5.221                                      | 5.221                                      |
| 1980                                                                | 1980                                       |                                            | 5.689                                      | 5.689                                      |
| 1985                                                                | 1985                                       |                                            | 5.840                                      | 5.840                                      |
| 1990                                                                | 1990                                       |                                            | 6.047                                      | 6.047                                      |
| 1995                                                                | 1995                                       |                                            | 6.433                                      | 6.433                                      |
| 2000                                                                | 2000                                       |                                            | 6.508                                      | 6.508                                      |
| 2005                                                                | 2005                                       |                                            | 6.464                                      | 6.464                                      |
| 2010                                                                | 2010                                       |                                            | 6.190                                      | 6.190                                      |
| 2011                                                                | 2011                                       |                                            | 6.256                                      | 6.256                                      |
| 2015                                                                | 2015                                       |                                            | 6.487                                      | 6.487                                      |
| 2020                                                                | 2020                                       |                                            | 6.570                                      | 6.570                                      |
| 2021                                                                | 2021                                       |                                            | 6.562                                      | 6.562                                      |
| 2022                                                                | 2022                                       |                                            | 6.694                                      | 6.694                                      |
| 2023                                                                | 2023                                       |                                            | 6.707                                      | 6.707                                      |
| 2024                                                                | 2024                                       |                                            | 6.793                                      | 6.793                                      |
| Quelle(n): Hessisches Statistisches Informationssystem; Zensus 2011 |                                            |                                            |                                            |                                            |

#### Religionszugehörigkeit
| • 1987: | 3325 evangelische (= 61,7 %), 1415 katholische (= 26,2 %), 654 sonstige (= 12,1 %) Einwohner  |
| • 2011: | 2875 evangelische (= 45,9 %), 1402 katholische (= 22,4 %), 1981 sonstige (= 31,7 %) Einwohner |
| • 2022: | 2323 evangelische (= 34,2 %), 1196 katholische (= 17,6 %), 3264 sonstige (= 48,1 %) Einwohner |

## Politik

### Gemeindevertretung
Die Kommunalwahl am 14. März 2021 lieferte folgendes Ergebnis, in Vergleich gesetzt zu früheren Kommunalwahlen:
| Sitzverteilung in der Gemeindevertretung 2021Insgesamt 27 Sitze - SPD: 5 - Grüne: 3 - FWG: 15 - CDU: 4 | Parteien und Wählergemeinschaften | Parteien und Wählergemeinschaften           | 2021  | 2021  | 2016  | 2016  | 2011  | 2011  | 2006  | 2006  | 2001  | 2001  |
| Sitzverteilung in der Gemeindevertretung 2021Insgesamt 27 Sitze - SPD: 5 - Grüne: 3 - FWG: 15 - CDU: 4 | Parteien und Wählergemeinschaften | Parteien und Wählergemeinschaften           | %     | Sitze | %     | Sitze | %     | Sitze | %     | Sitze | %     | Sitze |
| Sitzverteilung in der Gemeindevertretung 2021Insgesamt 27 Sitze - SPD: 5 - Grüne: 3 - FWG: 15 - CDU: 4 | FWG                               | Freie Wählergemeinschaft                    | 55,3  | 15    | 56,3  | 15    | 37,2  | 12    | 24,9  | 8     | 30,4  | 9     |
| Sitzverteilung in der Gemeindevertretung 2021Insgesamt 27 Sitze - SPD: 5 - Grüne: 3 - FWG: 15 - CDU: 4 | SPD                               | Sozialdemokratische Partei Deutschlands     | 17,6  | 5     | 16,3  | 5     | 24,0  | 7     | 31,3  | 10    | 32,9  | 10    |
| Sitzverteilung in der Gemeindevertretung 2021Insgesamt 27 Sitze - SPD: 5 - Grüne: 3 - FWG: 15 - CDU: 4 | CDU                               | Christlich Demokratische Union Deutschlands | 14,9  | 4     | 15,4  | 4     | 23,0  | 7     | 30,7  | 9     | 24,9  | 8     |
| Sitzverteilung in der Gemeindevertretung 2021Insgesamt 27 Sitze - SPD: 5 - Grüne: 3 - FWG: 15 - CDU: 4 | Grüne                             | Bündnis 90/Die Grünen                       | 12,2  | 3     | 12,0  | 3     | 15,8  | 5     | 9,0   | 3     | 9,1   | 3     |
| Sitzverteilung in der Gemeindevertretung 2021Insgesamt 27 Sitze - SPD: 5 - Grüne: 3 - FWG: 15 - CDU: 4 | FDP                               | Freie Demokratische Partei                  | —     | —     | —     | —     | —     | —     | 4,2   | 1     | 2,7   | 1     |
| Sitzverteilung in der Gemeindevertretung 2021Insgesamt 27 Sitze - SPD: 5 - Grüne: 3 - FWG: 15 - CDU: 4 | Gesamt                            | Gesamt                                      | 100,0 | 27    | 100,0 | 27    | 100,0 | 31    | 100,0 | 31    | 100,0 | 31    |
| Sitzverteilung in der Gemeindevertretung 2021Insgesamt 27 Sitze - SPD: 5 - Grüne: 3 - FWG: 15 - CDU: 4 | Wahlbeteiligung in Prozent        | Wahlbeteiligung in Prozent                  | 59,7  | 59,7  | 58,7  | 58,7  | 58,1  | 58,1  | 53,8  | 53,8  | 59,4  | 59,4  |

### Bürgermeister
Nach der hessischen Kommunalverfassung wird der Bürgermeister für eine sechsjährige Amtszeit gewählt, seit dem Jahr 1993 in einer Direktwahl, und ist Vorsitzender des Gemeindevorstands, dem in der Gemeinde Weilrod neben dem Bürgermeister ehrenamtlich ein Erster Beigeordneter und sieben weitere Beigeordnete angehören. Bürgermeister ist seit dem 1. Juli 2017 Götz Esser (FWG). Er wurde als Nachfolger von Axel Bangert (SPD), der nach zwei Amtszeiten nicht wieder angetreten war, am 12. März 2017 im ersten Wahlgang ohne Gegenkandidaten bei 47,4 Prozent Wahlbeteiligung mit 89,5 Prozent der Stimmen gewählt. Es folgte eine Wiederwahl, nun als unabhängiger Kandidat und wiederum ohne Gegenkandidaten, im März 2023.
Amtszeiten der Bürgermeister
- 2017–2029 Götz Esser (FWG)[15]
- 2005–2017 Axel Bangert (SPD)[16]
- 1993–2005 Hartmut Haibach (FWG)
- 1983–1992 Rudolf Horak (bis März 1986 CDU, dann FWG)
- 1977–1983 Alwin Grauwinkel (parteilos)
- 1973–1977 Hans-Joachim Galuschka (CDU)
- 1972–1973 Hans Hafenegger (staatsbeauftragter Bürgermeister)

### Hoheitssymbole
Die Gemeinde Weilrod führt ein Wappen, eine Flagge und ein Dienstsiegel.

Wappen
Bannerflagge

### Partnerschaft
Die Gemeinde Weilrod pflegt seit 2001 mit der französischen Gemeinde Billy-Berclau im Département Pas-de-Calais eine Gemeindepartnerschaft. Seit dem 3. Oktober 2020 ist die Gemeinde Weilrod zudem Partnergemeinde der thüringischen Landgemeinde Drei Gleichen.

## Wirtschaft und Infrastruktur
Die Gemeinde Weilrod wies im Jahr 2020 einen überdurchschnittlichen Kaufkraftindex von 105,5 des Bundesdurchschnitts auf.
Während des Wirtschaftsaufschwungs der 1950er Jahre (Wirtschaftswunder) waren die Dörfer, die heute Weilrod bilden, ein beliebtes Naherholungsgebiet für Bewohner des nahen Rhein-Main-Gebiets. Viele Orte bekamen das Prädikat Luftkurort und wurden von Bergarbeitern aus dem Ruhrgebiet frequentiert. In Weilrod gab es sehr viele Restaurants, Cafés und Pensionen. In den 1960er Jahren begann der Niedergang des Steinkohlenbergbaus und die Nachfrage im Fremdenverkehr ging allmählich zurück. Heute zieht die Landschaft um Weilrod viele Wanderer, Radfahrer und Radwanderer an. Der 48 km lange Weiltalweg verbindet die Gegend mit einigen anderen.

### Unternehmen
Der Lautsprecherbox-Hersteller Canton Elektronik wurde 1972 in Weilrod gegründet und hat dort bis heute seinen Hauptsitz. Mit dem Sitz der Werkzeugtechnik-Firma Mania Technologie wurde im Ortsteil Riedelbach ein Unternehmensstandort in Bungalowbauweise in das ländliche Bild eingepasst. In Hasselbach wurde die Armaturen-, Leitungs- und Industrietechnikfirma AZ (Anne Zimmermann) ansässig, die seit Ende der 1990er-Jahre ihre Sparte AZ-Industrietechnik dort hat. Darüber hinaus existieren mehrere Seminarhotels und Schulungsfirmen. Seit 2015 hat auch die Firma Grünauer Maschinen GmbH ihren Sitz im Gewerbegebiet Riedelbach.

### Bildung
In Weilrod gibt es zwei Grundschulen (Grundschule im Weiltal in Rod an der Weil und Grundschule am Sommerberg in Riedelbach) sowie eine Haupt- und Realschule (Max-Ernst-Schule in Riedelbach). Gymnasien und andere weiterführende Schulen stehen in Usingen zur Verfügung.
Daneben unterhält die Gemeinde Weilrod vier Kindergärten im Gemeindegebiet.

## Sehenswürdigkeiten
Eine Sehenswürdigkeit in Weilrod ist die nahe dem Ortsteil Hasselbach gelegene Vogelburg, Privatzoo und Auffangstation für Papageien. Zudem gibt es die restaurierte Wallfahrtskirche unsere liebe Frau zum Landstein, sowie die Burg Altweilnau und das gegenüberliegende Schloss Neuweilnau, das das hessische Forstamt beherbergt und als eines der ältesten Forstämter in Hessen gilt.

## Persönlichkeiten
Persönlichkeiten, die in der Gemeinde wohnhaft sind oder waren:
- Uschi Flacke (* 1949), Autorin und Kabarettistin, lebt im Ortsteil Altweilnau.
- Holger Haibach (* 1971), ehemaliger Bundestagsabgeordneter (CDU), lebt im Ortsteil Rod an der Weil.
- Ivan Rebroff (1931–2008), Sänger, lebte im Ortsteil Altweilnau (Burg Weilstein) an der Grenze nach Schmitten im Taunus-Hunoldstal.